# Saphesia
Saphesia là chi thực vật có hoa trong họ Aizoaceae.